# 宮城県道115号蔵王大河原線
宮城県道115号蔵王大河原線（みやぎけんどう115ごう ざおうおおがわらせん）は、宮城県刈田郡蔵王町から宮城県柴田郡大河原町を結ぶ一般県道である。

## 路線概要
刈田郡蔵王町内は整備された道で、町境付近は峠道で村田町を通過し柴田郡大河原町に入る。柴田郡大河原町に入ると、新寺地区の蔵王町側約1kmは拡幅整備された道ととなっているが、途中の約1kmは拡幅未整備区間となっており、行き違いに注意が必要である。金ヶ瀬地区は拡幅整備されている。
旧道は小山田地区を経由するが、幅員が非常に狭く急カーブが多いため大型車両は通行禁止で国道4号などへ迂回を促す案内板が設置されている。
- 起点：宮城県刈田郡蔵王町永野（交差点＝宮城県道25号岩沼蔵王線交点）
- 終点：宮城県柴田郡大河原町新南（交差点＝国道4号・宮城県道110号大河原高倉線交点）
- 延長：10,111 m

## 通過する自治体
- 刈田郡
  - 蔵王町
- 柴田郡
  - 大河原町
  - 村田町

## 接続する道路
- 国道4号（柴田郡大河原町）
- 宮城県道110号大河原高倉線（柴田郡大河原町）
- 仙南東部広域農道蔵王さくらロード（柴田郡大河原町）
- 宮城県道・山形県道12号白石上山線（刈田郡蔵王町）
- 宮城県道25号岩沼蔵王線（刈田郡蔵王町）